# Mesquita de Nabi Habil

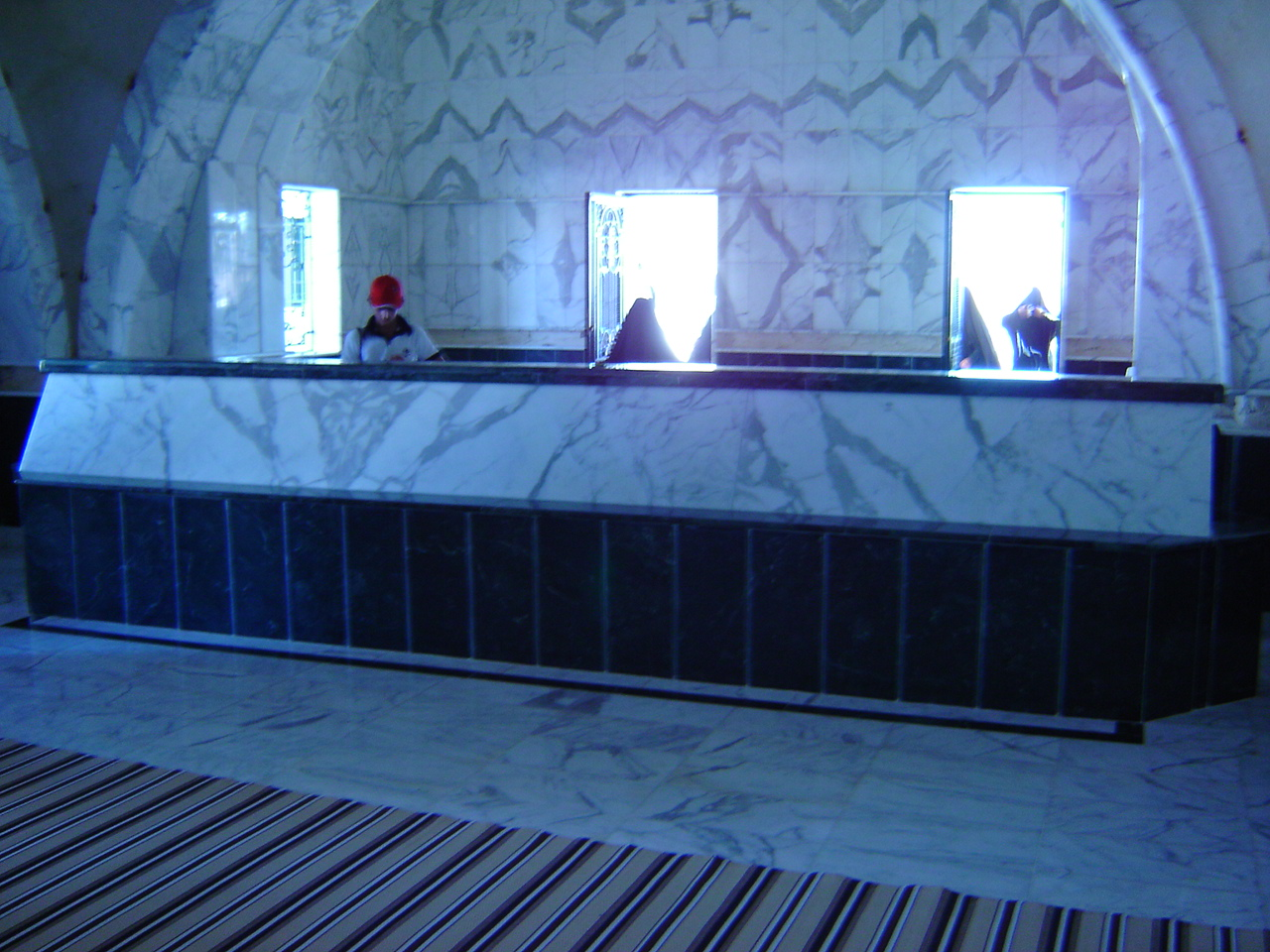
Suposta sepultura de Abel, no interior da mesquita

A Mesquita de Nabi Habil (em árabe: مسجد النبي هابيل) localiza-se nas montanhas a oeste de Damasco, na Síria, próximo ao vale de Zabadani, sobre as vilas do rio Barada (Wadi Barada). Os drusos e os muçulmanos xiitas acreditam que a mesquita contém a sepultura de Abel (árabe: Habil), filho de Adão, e frequentemente fazem peregrinações (ziyarat) ao local; por este motivo a própria vizinhança recebe o nome de Nabi Habil.  A mesquita foi construída pelo uale otomano Amade Paxá, em 1599, e diz-se que teria 40 mirabes.